# Југославија на Европском првенству у атлетици на отвореном 1978.
Југославија је учествовала на 12. Европском првенству у атлетици на отвореном 1978. одржаном у у Прагу, Чехословачка, од 29. августа до 3. септембра. Репрезентацију Југославије на њеном дванаестом учешћу на европским првенствима на отвореном, представљало је 14 атлетичара (12 мушкараца и 2 жене) који су се такмичили у 12 дисциплине (10 мушких и 2 женске).
У укупном пласману Југославија је са 2 освојене медаље (злато и сребро) заузела 8. место. У табели успешности према броју и пласману такмичара који су учествовали у финалним такмичењима (првих 8 такмичара) Југославија је са 6 учесника у финалу заузела 13. место са 22 бода.
| Пл. | Земља       | 1. место | 2. место | 3. место | 4. место | 5. место | 6. место | 7. место | 8. место | Бр. фин. | Бодови |
| --- | ----------- | -------- | -------- | -------- | -------- | -------- | -------- | -------- | -------- | -------- | ------ |
| 13. | Југославија | 1 - 8    | 1 − 7    | -        | −        | -        | −        | 3 - 6    | 1 - 1    | 6        | 22     |

## Учесници
| Мушкарци: - Драган Зарић — 100 м, 200 м - Жељко Кнапић — 400 м, 4 х 400 м - Драган Животић — 800 м, 4 х 400 м - Милован Савић — 800 м, 4 х 400 м - Борислав Писић — 110 м препоне - Петар Вукићевић — 110 м препоне - Рок Копитар — 400 м препоне, 4 х 400 м - Ненад Стекић — Скок удаљ - Милош Срејовић — Троскок - Милан Спасојевић — Троскок - Јанош Хегедиш — Троскок - Владимир Милић — Бацање кугле | Жене: - Снежана Хрепевник — Скок увис - Бреда Лоренци — Петобој |  |

## Освајачи медаља (2)

### Злато (1)
- Милош Срејовић — Троскок

### Сребро (1)
- Ненад Стекић — Скок удаљ

## Резултати

### Мушкарци
| Атлетичар        | Дисциплина    | Лични рекорд | Квалификације | Квалификације | Полуфинале           | Полуфинале           | Финале               | Финале       | Детаљи |
| Атлетичар        | Дисциплина    | Лични рекорд | Резултат      | Место         | Резултат             | Место                | Резултат             | Место        | Детаљи |
| ---------------- | ------------- | ------------ | ------------- | ------------- | -------------------- | -------------------- | -------------------- | ------------ | ------ |
| Драган Зарић     | 100 м         |              | 10,59 КВ, ЛР  | 4. у гр. 2    | 10,69                | 8. у гр. 2           | Није се квалификовао | 13 / 28      |        |
| Драган Зарић     | 200 м         |              | 21,13 КВ, ЛРС | 3. у гр. 1    | 21,28                | 6. у гр. 2           | Није се квалификовао | 13 / 25 (26) |        |
| Драган Животић   | 400 м         |              | 47,51 ЛРС     | 4. у гр. 1    | Није се квалификовао | Није се квалификовао | Није се квалификовао | 13 / 25      |        |
| Драган Животић   | 800 м         |              | 1:47,18 кв    | 4. у гр. 4    | 1:46,94 КВ, ЛРС      | 3. у гр. 2           | 1:47,4               | 7 / 24       |        |
| Милован Савић    | 800 м         |              | 1:50,0        | 4. у гр. 3    | Није се квалификовао | Није се квалификовао | Није се квалификовао | 21 / 24      |        |
| Борислав Писић   | 110 м препоне |              | 14,02 КВ      | 4. у гр. 3    | 14,01 ЛРС            | 5. у гр. 1           | Није се квалификовао | 9 / 19       |        |
| Петар Вукићевић  | 110 м препоне |              | 14,25 ЛРС     | 6. у гр. 1    | Није се квалификовао | Није се квалификовао | Није се квалификовао | 18 / 19      |        |
| Рок Копитар      | 400 м препоне |              | 50,43 КВ      | 2. у гр. 3    | 50,98                | 6. у гр. 2           | Није се квалификовао | 10 / 27      |        |
| Рок Копитар      | 4 х 400 м     |              | 3:07,10       | 5. у гр. 2    |                      |                      | 3:06,90 НРС          | 8 / 11 (12)  |        |
| Драган Животић   | 4 х 400 м     |              | 3:07,10       | 5. у гр. 2    |                      |                      | 3:06,90 НРС          | 8 / 11 (12)  |        |
| Милован Савић    | 4 х 400 м     |              | 3:07,10       | 5. у гр. 2    |                      |                      | 3:06,90 НРС          | 8 / 11 (12)  |        |
| Жељко Кнапић     | 4 х 400 м     |              | 3:07,10       | 5. у гр. 2    |                      |                      | 3:06,90 НРС          | 8 / 11 (12)  |        |
| Ненад Стекић     | Скок удаљ     |              | 7,96          | 1.            | 8,12 ЛРС             |                      |                      |              |        |
| Милош Срејовић   | Троскок       |              |               |               |                      |                      | 16,94 ЛРС            |              |        |
| Милан Спасојевић | Троскок       |              | 16,62 ЛРС     | 7 / 15        |                      |                      |                      |              |        |
| Јанош Хегедиш    | Троскок       |              | 16,24 ЛРС     | 9 / 15        |                      |                      |                      |              |        |
| Владимир Милић   | Бацање кугле  |              | 18,35 ЛРС     | 15.           |                      |                      | Није се квалификовао | 15 / 17 (19) |        |

### Жене
| Атлетичарка       | Дисциплина | Лични рекорд | Квалификације | Квалификације | Полуфинале | Полуфинале | Финале    | Финале | Детаљи |
| Атлетичарка       | Дисциплина | Лични рекорд | Резултат      | Место         | Резултат   | Место      | Резултат  | Место  | Детаљи |
| ----------------- | ---------- | ------------ | ------------- | ------------- | ---------- | ---------- | --------- | ------ | ------ |
| Снежана Хрепевник | Скок увис  |              | 1,85 КВ, ЛР   | 11.           |            |            | 1,85 =ЛРС | 7 / 23 |        |

#### Петобој
| Име           | 100 м пр. | кугла | вис  | даљ  | 800 м  | Бод              | Место        | Бел. |
| ------------- | --------- | ----- | ---- | ---- | ------ | ---------------- | ------------ | ---- |
| Бреда Лоренци | 14,36     | 12,86 | 1,71 | 5,60 | 2:20,1 | 4.064 (4.144) ЛР | 16 / 18 (21) |      |

- Код бодовања постоје два резултата. Први је према важећим таблицама, а у загради по таблицама које су важиле када је такмичење одржано.